# Larnaca
Larnaca er en by på den sydøstlige del af Cypern. Byen, der er Cyperns tredjestørste, er hovedby i Larnaca Distrikt.
Larnaca er kendt for Foinikoudes, som er byens kystpromenade med palmetræer, Sankt Lazarus Kirke, moskeen Hala Sultan Tekke, Kamares Akvædukt og Larnaca Borg. Byen er bygget på ruinerne af oldtidens Kition, som var fødested for filosoffen Zenon, der grundlagde stoicismen. Cyperns primære lufthavn, Larnaca International Airport ligger sydvest for byen. Larnaca har desuden en trafikhavn og en lystbådehavn.

## Etymologi
Larnaca kommer fra det græske ord larnax, som betyder kiste eller sarkofag. Navnet skyldes de mange sargofager som er udgravet i området. Sophocles Hadjisavvas, en statsarkæolog fortæller, at byens amerikanske konsul i sidste fjerdedel af 1800-tallet, mente at have fundet flere end 3.000 grave i Larnaca.

## Historie
Den tidligere bystat Kition blev grundlagt i det 13. århundrede f.Kr.. Udgravninger viser at i perioden fra det 12. århundrede f.Kr. til det 10. århundrede f.Kr. kom der mange nye personlige effekter, lerkrukker og nye former og ideer i arkitekturen, og det ses som et tegn på væsentlige politiske forandringer i forbindelse med at achaierne bosatte sig i Kiteon. Omkring det samme tidspunkt bosatte fønikerne sig i området.
Omkring 1000 f.Kr. blev Kition genopbygget af fønikerne og det blev efterfølgende et center for fønikisk kultur. I området ved Larnaca Distrikt Arkæologiske Museum kan man se resterne af kyklopisk mure og resterne af fem templer og en havn.
Kiteon blev i det første årtusinde f.Kr. erobret af en række stormagter i regionen. Først af Assyrien, dernæst af Det gamle Egypten. Som de fleste andre byer på Cypern blev den omkring 500 f.Kr. underlagt det Achæmenidiske rige, som var det første persiske rige. Den Athenske general Kimon døde 450 f.Kr. på havet mens han militært støttede Cyperns oprør mod perserne. På sit dødsleje bad han sine officerer om at hemmeligholde hans død overfor deres allierede og perserne.
Voldsomme jordskælv ramte byen i år 76 og året efter.
Jordskælvene år 322 og 342 ødelagde ikke alene Kition, men også Salamis (på Cyperns østkyst) og Pafos. Havnen i Kition blev fyldt med silt og det medførte at indbyggerne flyttede til kysten længere mod syd.
Under Cyperns osmanniske periode fra slutningen af det 16. århundrede lå havnen ved bydelen Skala, som er navnet på kysten umiddelbart syd for Larnaca Borg.
Kamares Akvædukt blev bygget 1747 for at bringe vand fra en kilde ca. 10 km fra byen.

## Geografi
Larnaca Saltsø fyldes med vand om vinteren og den bliver besøgt af flokke af flamingoer som slår sig ned fra november til slutningen af marts. Saltsøen tørrer som regel ud om sommeren. Tidligere var saltet af høj kvalitet og det kunne anvendes til madlavning, men øget forurening betyder at saltet nu kun kan anvendes industrielt.

### Klima
Klimaet i dette område beskrives af Köppens klimaklassifikation som steppe (BSh) på grund af den lille årlige regnmængde og de høje sommertemperaturer, som resulterer i en stor negativ vandbalance. Klimaet beskrives også som Middelhavsklima på grund af den udtalte regntid om vinteren og stort set tørre sommer, men den samlede årlige regnmængde betyder at klimaet klassificeres som steppe.

| Vejr for Larnaca (baseret på vejrdata fra 1881 til nu) | Vejr for Larnaca (baseret på vejrdata fra 1881 til nu) | Vejr for Larnaca (baseret på vejrdata fra 1881 til nu) | Vejr for Larnaca (baseret på vejrdata fra 1881 til nu) | Vejr for Larnaca (baseret på vejrdata fra 1881 til nu) | Vejr for Larnaca (baseret på vejrdata fra 1881 til nu) | Vejr for Larnaca (baseret på vejrdata fra 1881 til nu) | Vejr for Larnaca (baseret på vejrdata fra 1881 til nu) | Vejr for Larnaca (baseret på vejrdata fra 1881 til nu) | Vejr for Larnaca (baseret på vejrdata fra 1881 til nu) | Vejr for Larnaca (baseret på vejrdata fra 1881 til nu) | Vejr for Larnaca (baseret på vejrdata fra 1881 til nu) | Vejr for Larnaca (baseret på vejrdata fra 1881 til nu) | Vejr for Larnaca (baseret på vejrdata fra 1881 til nu) |
|                                                        | Jan                                                    | Feb                                                    | Mar                                                    | Apr                                                    | Maj                                                    | Jun                                                    | Jul                                                    | Aug                                                    | Sep                                                    | Okt                                                    | Nov                                                    | Dec                                                    | År                                                     |
| ------------------------------------------------------ | ------------------------------------------------------ | ------------------------------------------------------ | ------------------------------------------------------ | ------------------------------------------------------ | ------------------------------------------------------ | ------------------------------------------------------ | ------------------------------------------------------ | ------------------------------------------------------ | ------------------------------------------------------ | ------------------------------------------------------ | ------------------------------------------------------ | ------------------------------------------------------ | ------------------------------------------------------ |
| Højest målte °C                                        | 22,6                                                   | 26,2                                                   | 30,3                                                   | 34,1                                                   | 38,3                                                   | 40,1                                                   | 41,1                                                   | 40,9                                                   | 39,7                                                   | 34,8                                                   | 31,5                                                   | 26,6                                                   | 41,1                                                   |
| Gennemsnitlig maks °C                                  | 16,8                                                   | 16,8                                                   | 19,1                                                   | 22,5                                                   | 26,5                                                   | 30,3                                                   | 32,4                                                   | 32,7                                                   | 30,9                                                   | 28,1                                                   | 22,6                                                   | 18,3                                                   | 24,7                                                   |
| Gennemsnitlig °C                                       | 12,1                                                   | 11,8                                                   | 13,9                                                   | 17,1                                                   | 21,2                                                   | 25                                                     | 27,3                                                   | 27,6                                                   | 25,4                                                   | 22,6                                                   | 17,5                                                   | 13,7                                                   | 19,6                                                   |
| Gennemsnitlig min °C                                   | 7,5                                                    | 6,9                                                    | 8,7                                                    | 11,7                                                   | 16                                                     | 19,8                                                   | 22,2                                                   | 22,6                                                   | 19,9                                                   | 17,1                                                   | 12,5                                                   | 9,2                                                    | 14,5                                                   |
| Lavest målte °C                                        | −0,9                                                   | −1,3                                                   | −1                                                     | 2                                                      | 8,5                                                    | 12,5                                                   | 16                                                     | 15,6                                                   | 12,4                                                   | 7,6                                                    | 1,9                                                    | 0,6                                                    | −1,3                                                   |
| Gennemsnitlig regn mm                                  | 77,6                                                   | 40,9                                                   | 34,4                                                   | 17,7                                                   | 8,8                                                    | 2,7                                                    | 0,6                                                    | 0,4                                                    | 7,1                                                    | 13,8                                                   | 53,1                                                   | 94,5                                                   | 351,6                                                  |
| Gns. dage med regn (≥ 1 mm)                            | 7,9                                                    | 5,7                                                    | 4,5                                                    | 3,1                                                    | 0,7                                                    | 0,3                                                    | 0,1                                                    | 0,1                                                    | 0,5                                                    | 2,1                                                    | 4,7                                                    | 8                                                      | 37,7                                                   |
| Gns. månedlige solskinstimer                           | 195,3                                                  | 208,8                                                  | 238,7                                                  | 267                                                    | 331,7                                                  | 378                                                    | 387,5                                                  | 365,8                                                  | 312                                                    | 275,9                                                  | 216                                                    | 179,8                                                  | 3.356,5                                                |
| Kilde 1: Meteorological Service (Cyprus)               |                                                        |                                                        |                                                        |                                                        |                                                        |                                                        |                                                        |                                                        |                                                        |                                                        |                                                        |                                                        |                                                        |
| Kilde 2: Meteo Climat                                  |                                                        |                                                        |                                                        |                                                        |                                                        |                                                        |                                                        |                                                        |                                                        |                                                        |                                                        |                                                        |                                                        |

## Seværdigheder
Byens hovedattraktioner er Sankt Lazarus Kirke; Katakomberne i Phaneromeni Kirke; moskeen Hala Sultan Tekke; Kamares Akvædukten og Larnaca Borgen.
Den såkaldte "Foinikoudes" er en strandpromenade langs Athenon Avenue, som er flankeret af to lange rækker palmetræer.

### Monumenter
- En buste af "Kimon fra Athen" på Foinikoudes promenaden.
- En marmorbuste af Zenon ved krydset nær ved privatskolen American Academy.
- Mindesmærket for det armenske folkedrab på Athinon Avenue.

## Økonomi
Larnacas økonomi er vokset siden 1975. Efter lukningen af Nicosia International Airport blev lufthavnen i Larnaca øens vigtigste. Lufthavnen blev 2009 udvidet med en ny terminal.
Servicesektoren med turismeerhvervet beskæftiger trefjerdedele af byens arbejdsstyrke. Mange rejsebureauer og arrangører af udflugter har valgt at lægge deres hovedkvarter i byen.

## Uddannelse
Der er flere end hundrede uddannelsessteder i byen. Blandt dem er privatskolen American Academy, Larnaca Armenske Skole og Alexander Universitetet.

## Kultur

### Kunst
Larnaca har et teater og et kunstmuseum, der begge er kommunale.

### Musik
Larnaca Harmoniorkester optræder både på byens teater og som marchorkester. Orkesteret blev stiftet 1987.

### Sport
Der er to lokale fodboldklubber "AEK Larnaca FC" og "ALKI Larnaca FC". Men på grund af den tyrkiske besættelse af Famagusta i 1974, så har de to hold derfra, "Anorthosis Famagusta FC" og "Nea Salamis Famagusta", også hjemmebane i Larnaca.
Fodboldstadium "AEK Arena – Georgios Karapatakis" har plads til 7.400 tilskuere, "GSZ Stadium" er en arena, som både anvendes til gymnastik og fodbold og med plads til 13.032 tilskuere. "Antonis Papadopoulos Stadium" anvendes af Anorthosis Famagusta FC og har plads til 10.230 tilskuere, mens Ammochostos Stadium anvendes af Nea Salamis Famagusta og har plads til 5.500 tilskuere.
Flere internationale sportsturneringer er blevet afholdt i byen.
Om efteråret er byen populær blandt windsurfere fra hele verden. På stranden Mackenzie er der et center for windsurfing og et center for ekstremsport.

### Festivaler
De største festivaler finder sted langs promenaden. Den vigtigste er Kataklysmos (Syndflodens festival), som fejres i den tidlige sommer med flere kulturelle events. Festivalen er i de senere år udvidet fra en til tre uger, hvor promenaden er lukket for trafik om aftenen. Langs promenaden er der stader med mad og forlystelser.

### Restauranter og mad
Langs byens strande ligger næsten ens fiskerestauranter på stribe. Blandt de lokale retter er fasolaki (grønne bønner kogt i rødvin med lammekød), og lou vi me lahana (sortøjebønner med bladbede).
Nogle af forretterne er kartoffelsalat, kålroesalat og varme grillede sorte oliven. Den næste ret kunne være lokale pølser baseret på svinekød i rødvinslage), og sheftalia (krebinetter), dolmer og keftos (krydrede kødboller, der ofte er aflange), kolokassi (Taro) i tomatsovs, og flere retter baseret på auberginer. Blandt retterne vil der ofte være en eller anden fiskeret samt bagt eller langsomt grillet lammekød (Souvla).

## Transport
Byens trafikknudepunkter er Larnaca internationale lufthavn, der er landets største, og Larnaca Havn som er landets næststørste havn.

### Offentlig transport
Den offentlige transport i byen bliver betjent at busser. Busruter og køreplaner kan findes her.

## Internationale relationer

### Venskabsbyer
Larnaca Kommune er venskabsby med følgende byer:
- Acapulco, Mexico (siden 2011)[9]
- Ajaccio, Frankrig (siden 1989)
- Bratislava, Slovakiet (siden 2013)[10]
- Galaxidi, Greece (siden 2005)[11]
- Giannitsa, Grækenland (siden 2003)[11]
- Glyfada, Grækenland (siden 1998)
- Ilioupoli, Grækenland (siden 2000)[11]
- Larissa, Grækenland (siden 1990)[11]
- Leros, Grækenland (siden 2000)[11]
- Marrickville, Australien (siden 2005)
- Piraeus, Grækenland (siden 1999)[11]
- Poti, Georgien (siden 1987)
- Sarandë, Albanien (siden 1994)
- Szeged, Ungarn (siden 1993)
- Tarpon Springs, U.S.A. (siden 2009)
- Tianjin, Kina (siden 2007)
- Tripoli, Libanon
- Tulcea, Rumænien (siden 2003)
- Venedig, Italien (siden 2010)

## Kendte Personer
- Zenon fra Kition (c. 334 – c. 262 BC), filosog og grundlægger af stoicisme
- Apollonios fra Kition (1. århundrede f.Kr.), læge
- Ebubekir Pasha (1670 – 1757/1758), byens guvernør og filantropist
- Demetrios Pieridis (1811–1895), grundlægger af Pieridis Museum
- Dimitris Lipertis (1866–1937), national digter
- Neoclis Kyriazis (1877–1956), læge og historiker
- Mehmet Nazim Adil (1922–2014), leder af den religiøse sufisme orden, født i Larnaca
- Mihalis Violaris, sanger og komponist som arbejdede for at gøre cypriotisk musik populær i Grækenland
- Giorgos Theofanous, komponist
- Anna Vissi, sanger
- Ada Nicodemou, skuespillerinde
- Chrystalleni Trikomiti, guldmedalje vinder i rytmisk gymnastik ved Commonwealth Games 2010
- Martino Tirimo, klassisk pianist

## Galleri
- Larnaca
- Fiskerihavnen "Psarolimano"
- Moskeen Hala Sultan Tekke
- Larnaca Borg
- Molen ved Larnaca Borg
- Kimon statue
- Foinikoudes promenaden
- Larnaca set fra havet
- Larnaca lystbådehavn
- Larnaca Saltsø
- Den gamle bydel
- Souvenirbutikker
- Den gamle bydel
- Akvædukten "Kamares"
- Angeloktisti middelalderkirke
- Gade i centrum af byen
- Ermou plads
- Saint Lazarus
- Larnaca International Airport
- Larnaca Borgens indre
- Administrationsbygning for Larnaca Distrikt
- Europa Pladsen
- Pierides Museum
- Mindesmærket for det armenske folkedrab, fra 2008